# Lukka
Lukka (łac. Luca, wł. Lucca) – miasto i gmina we Włoszech, w regionie Toskania, w prowincji Lukka. Siedziba archidiecezji. W mieście znajduje się parafia Polskiego Narodowego Kościoła Katolickiego pod wezwaniem św. Stanisława Kostki. Rodzinne miasto kompozytora Giacoma Pucciniego, urodził się tutaj także kolarz Mario Cipollini. Giacomo Puccini mieszkał i tworzył w Torre del Lago Puccini, miejscowości odległej od Lukki ok. 25 km i po śmierci tam został pochowany.

## Historia
Założona przez Etrusków. Kolonia rzymska od 180 p.n.e.; w 56 p.n.e. miejsce zjazdu triumwirów. 
Od 1160 jako niepodległa republika, przyłączona w roku 1471 do Republiki Florenckiej. 
W IX wieku przegrała walkę z Pizą o prymat w handlu. 
W latach 1815–1847 niezależne księstwo pod panowaniem parmeńskiej gałęzi Burbonów, następnie włączone do Wielkiego Księstwa Toskanii.

## Zabytki
- Zachowany w dużym stopniu układ urbanistyczny miasta rzymskiego z I w. p.n.e. z dawnym forum (obecnie plac św. Michała) oraz głównymi ulicami cardo (via Cenami, via Fillungo) i decumanus (Via S. Paolino, Via Roma, Via Santa Croce)
- Relikty zabudowy z czasów rzymskich: amfiteatru na Piazza dell'Anfiteatro (2 poł. I w. n.e.), teatru (wykorzystane jako dolna część dzwonnicy kościoła Sant'Agostino) oraz domu z I w. n.e., odkryte w 2010 r. (Via C. Battisti)
- Katedra św. Marcina (Cattedrale di San Martino) - powstała w okresie od XI do XIV wieku w wyniku przebudowy VI-wiecznego kościoła. XIII-wieczna, bogato dekorowana fasada budynku podzielona jest na dwie części. W dolnej znajduje się trójarkadowy otwarty portyk, powyżej trzy kondygnacje arkadowych galeryjek z kolumienkami o dekorowanych trzonach. Na fasadzie znajduje się również kopia rzeźby św. Marcina dzielącego się swoim płaszczem z żebrakiem (oryginał wewnątrz). Do fasady od strony południowej przylega dzwonnica z XI w. Wnętrze trójnawowe w stylu gotyckim. Wewnątrz katedry można oglądać trzymetrowy krucyfiks Volto Santo (Święta Twarz). Według legendy krucyfiks został wyrzucony przez morze na wybrzeżu Toskanii. Następnie na polecenie biskupa drewniany krzyż załadowano na wóz bez woźnicy. Konie miały go dowieźć do Lukki i zatrzymać się przed kościołem San Martino. Legenda głosi, że uznano to za cud i z tej okazji biskup podniósł rangę kościoła do katedry[1]. We wnętrzu znajduje się ponadto wiele zabytków rzeźby i malarstwa z okresu renesansu i baroku, m.in. nagrobek Ilarii del Carretto dłuta Jacopo della Quercia, obraz Matka Boska z Dzieciątkiem i św. św. Piotrem, Klemensem, Sebastianem i Pawłem Domenica Ghirlandaia, obraz Ostatnia Wieczerza Jacopa Tintoretta.
- Kościół św. Michała Archanioła (San Michele in Foro) - wzniesiony na dawnym forum miasta rzymskiego, wzmiankowany w VIII wieku; obecny kościół zbudowany w XI w., przy czym fasada o dekoracji podobnej jak fasada katedry pochodzi z 1. połowy XII w.; ma formę bazyliki z transeptem i półkoliście zamkniętym prezbiterium; do transeptu przylega prostokątna wieża dzwonna; wewnątrz znajduje się m.in. ceramiczna rzeźba Madonny z Dzieciątkiem z warsztatu Andrei della Robbi oraz obraz Czterej święci Filippino Lippiego.
- Kościół św. św. Jana i Reparaty (Santi Giovanni e Reparata) – pierwotna katedra, obecny kościół wzniesiony w XII w., w XVI w. przebudowano oraz wykonano obecną fasadę; przy kościele znajduje się baptysterium, przesklepione w końcu XIV w. kopułą
- Bazylika San Frediano, największy po katedrze kościół Lukki, istniejący już w czasach longobardzkich; obecny kościół wzniesiony w latach 1112-1147, podwyższony w XIII w., z tego czasu pochodzi również mozaika na fasadzie[2]. Wśród wyposażenia wnętrza wiele dzieł sztuki z XII-XIV w., w tym romańska chrzcielnica o bogatej dekoracji płaskorzeźbiarskiej.
- romańsko-gotyckie, renesansowe i barokowe pałace, m.in. Palazzo Guinigi z XIII w., z wieżą Torre Guinigi, Palazzo Pretorio (k. XV w., proj. Matteo Civitali), Palazzo Ducale (1577, po 1581, proj. Bartolomeo Ammanati, rozbudowany po 1728 wg projektu Filippa Juvarry), Palazzo Gigli (XVI w., proj. przypisywany Matteo Civitali), Palazzo Mansi (ob. muzeum narodowe), Palacco Cenami (pierwotnie Arnolfini, ukończony w 1530 r., proj. Nicolao Civitali)
- bramy miejskie z XIII w - Porta dei Borghi, Porta SS. Gervasio e Protasio
- fortyfikacje bastionowe powstałe w okresie od połowy XVI do połowy XVII w.

## Urodzeni w Lukce
- Luigi Boccherini – kompozytor
- Alfredo Catalani – kompozytor
- Mario Cipollini – kolarz
- Lucjusz III – papież
- Giacomo Puccini – kompozytor
- Eros Riccio – szachista

## Zmarli w Lukce
- Zyta z Lukki – patronka miasta, święta kościoła katolickiego

## Galeria zdjęć

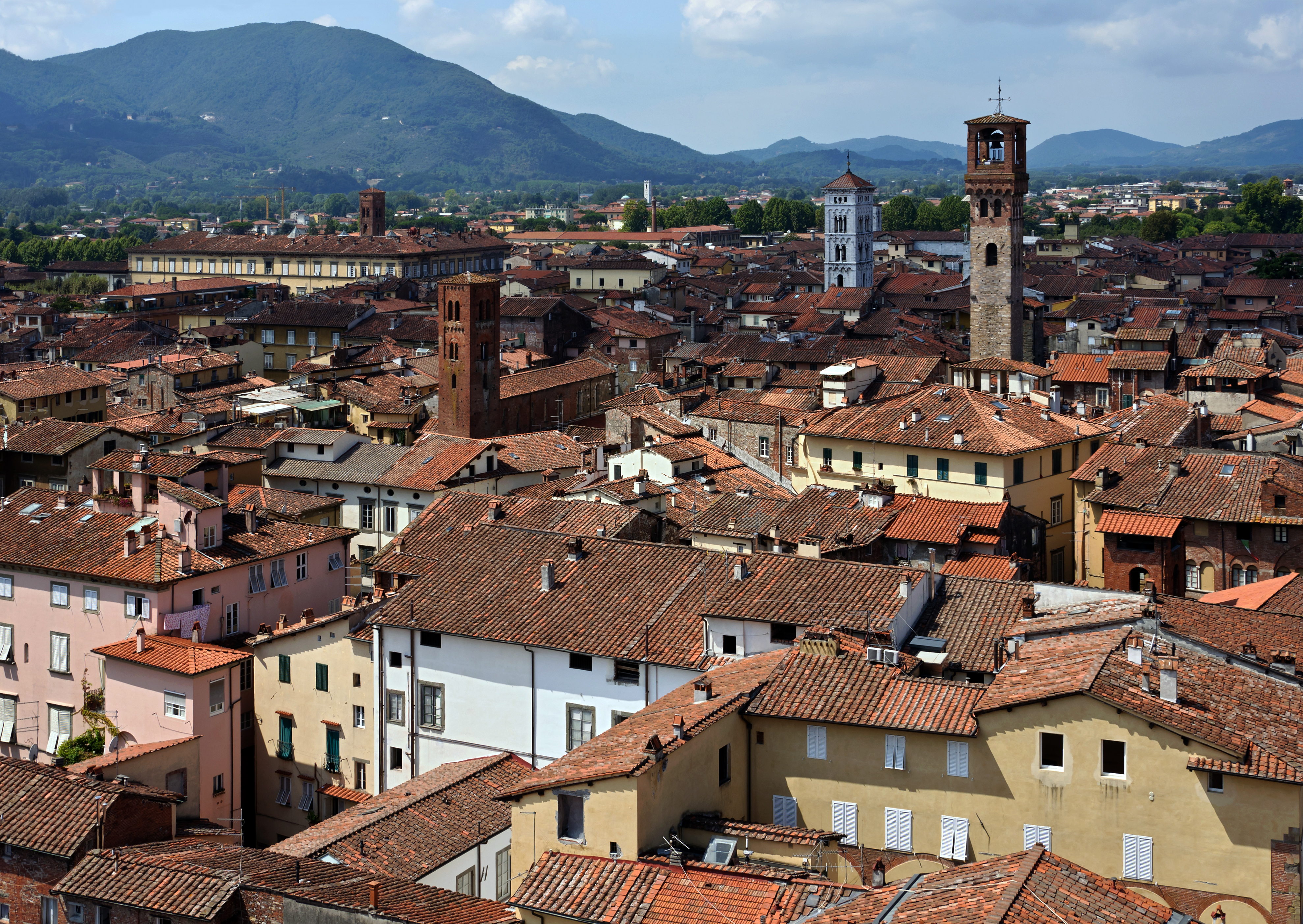
Panorama miasta
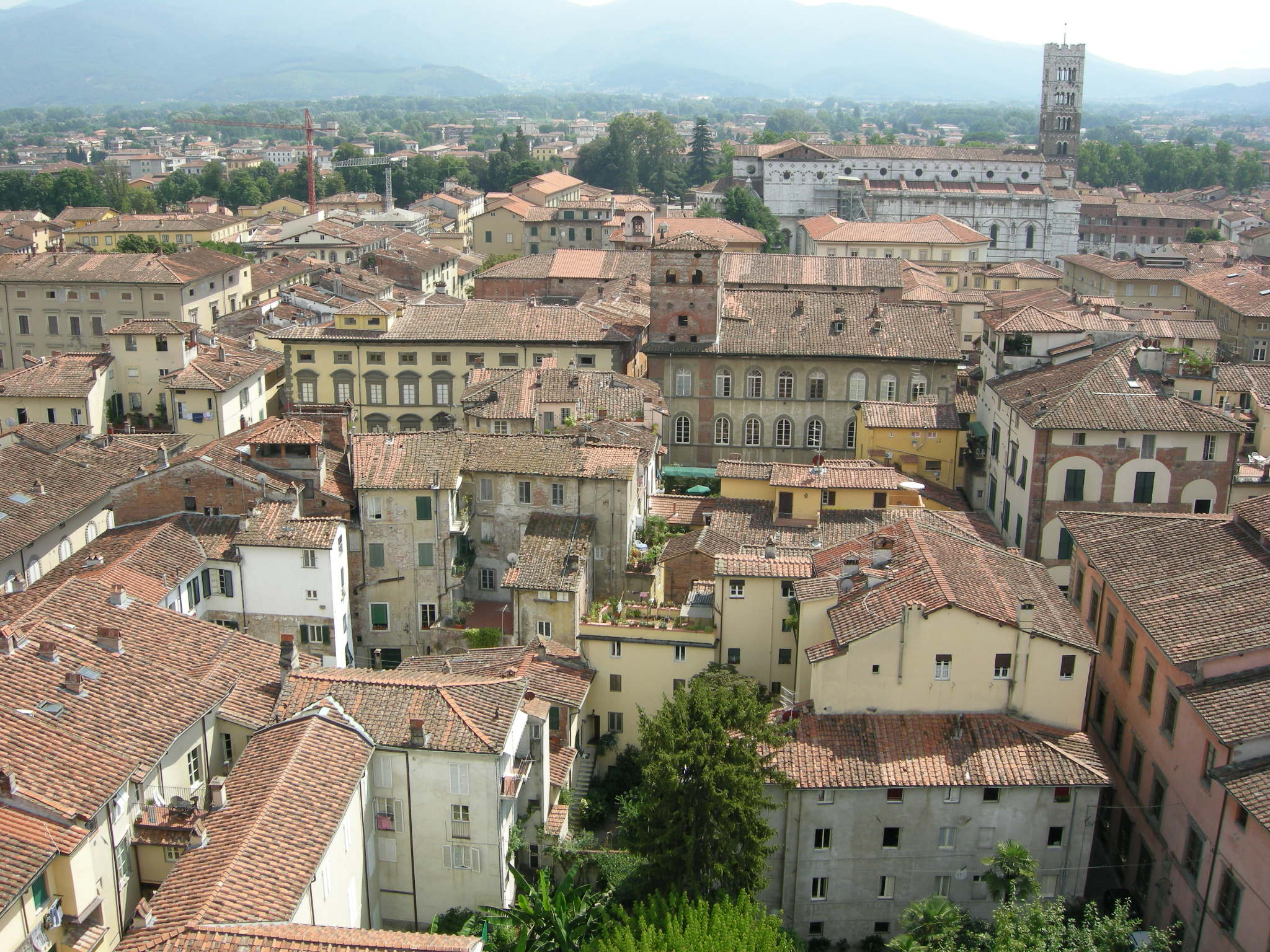
Widok z wieży Guinigi na historyczne centrum
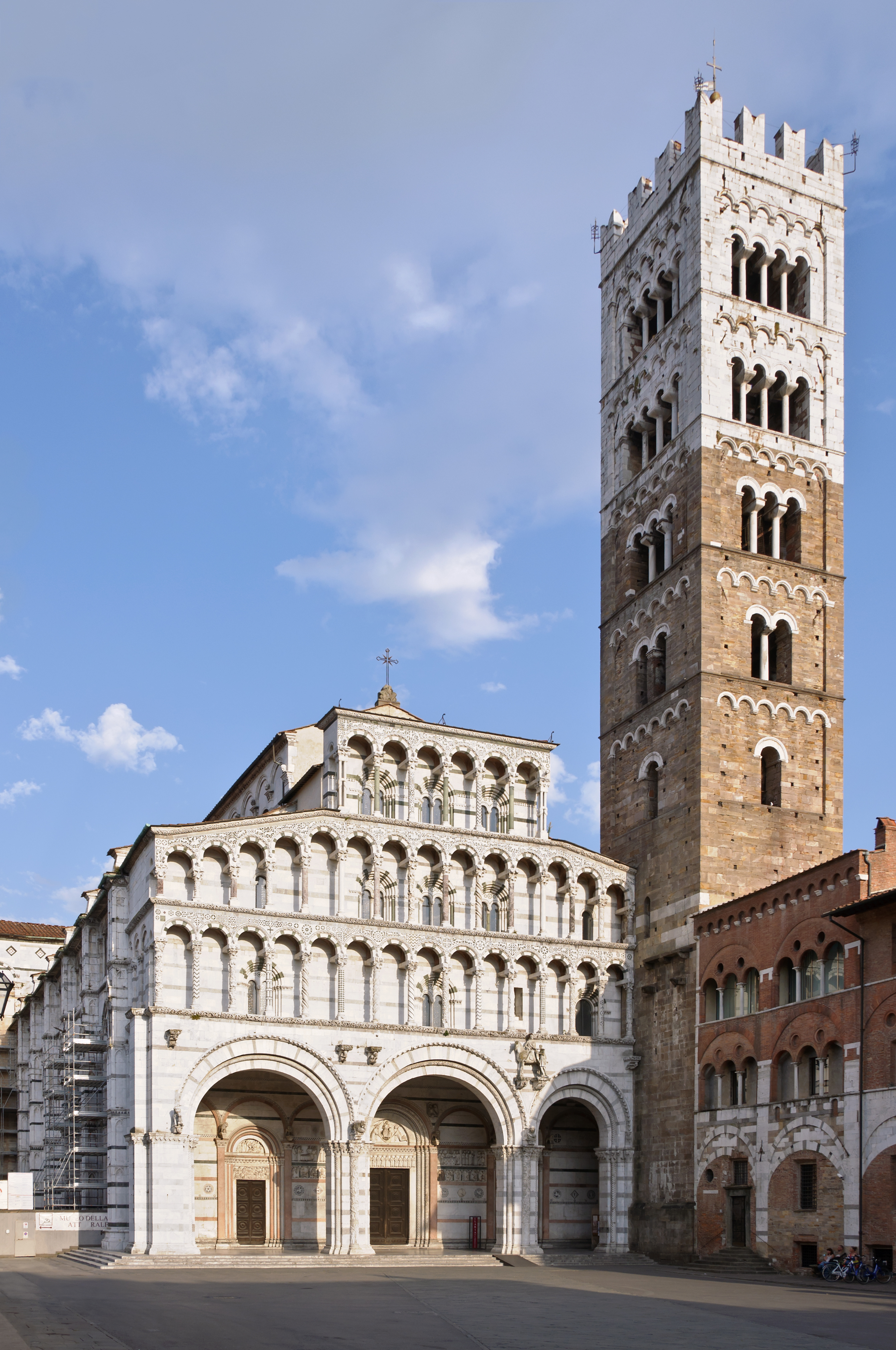
Katedra
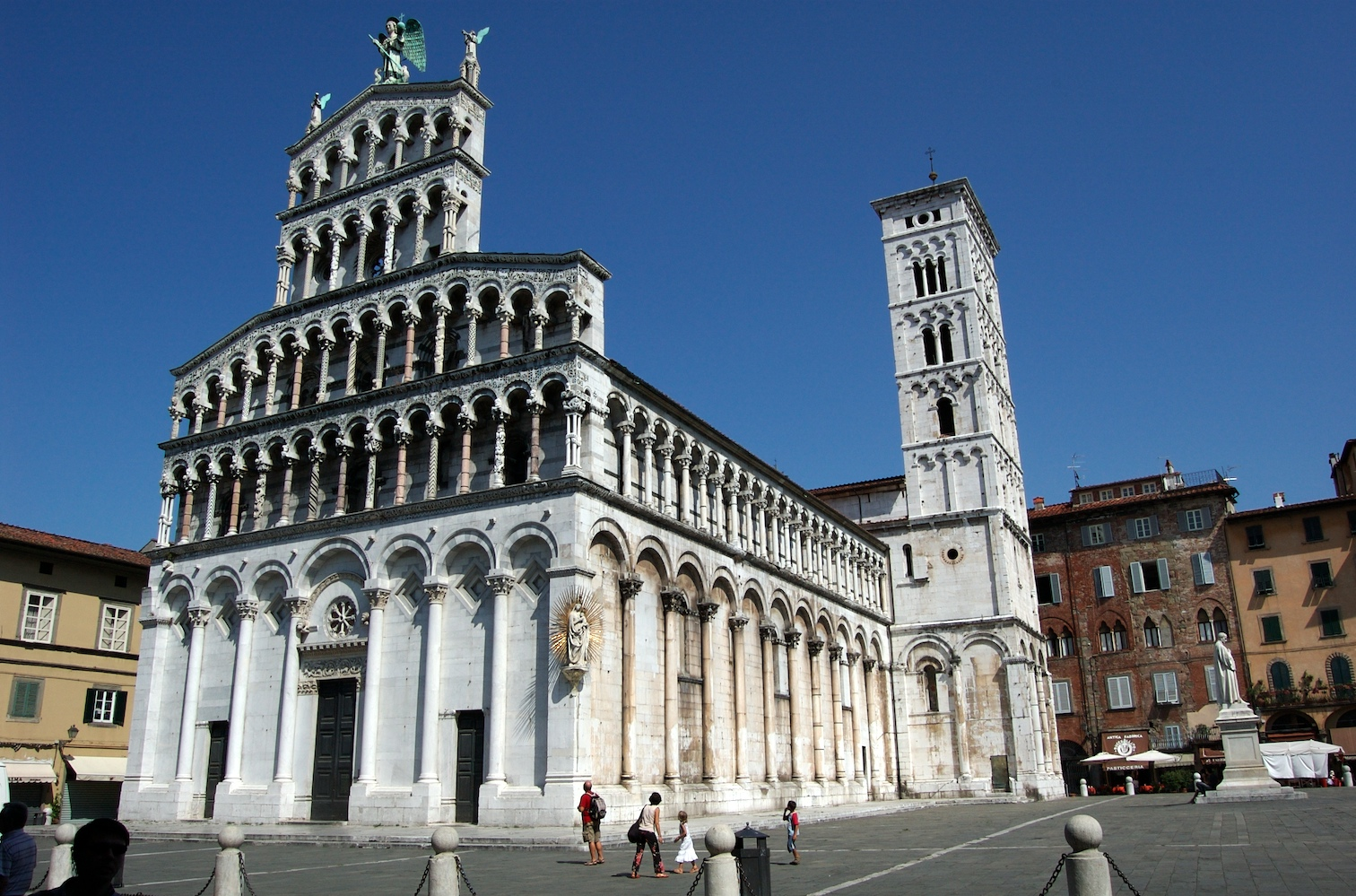
Kościół San Michele in Foro
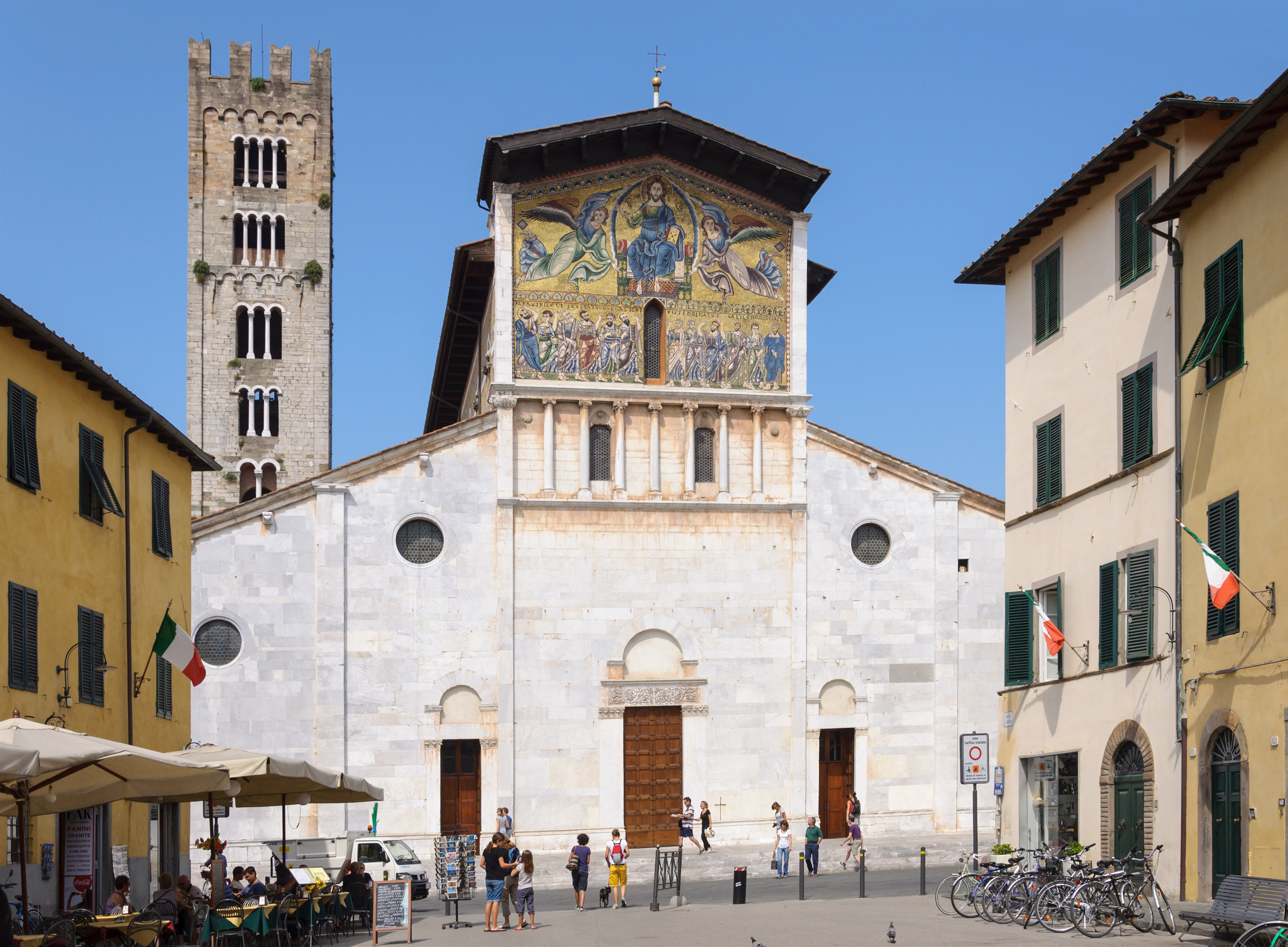
Bazylika San Frediano
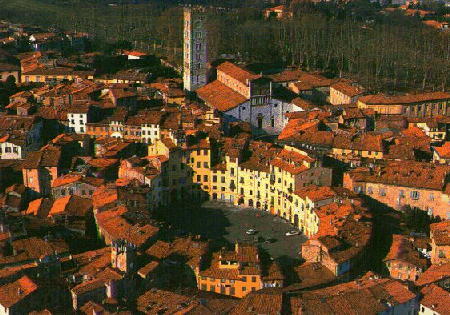
Piazza dell'Anfiteatro

## Współpraca
Miejscowości partnerskie:
- Abingdon-on-Thames, Wielka Brytania
- Colmar, Francja
- Gogolin, Polska
- Schongau, Niemcy
- Sint-Niklaas, Belgia
- Buenos Aires, Argentyna
- Lucca Sicula, Włochy
- Siena, Włochy
- South San Francisco, Stany Zjednoczone